# Андерс, Анна Мария
Анна Мария Андерс (пол. Anna Maria Anders, род. 22 ноября 1950, Лондон, Великобритания) — общественный и политический деятель, активист польской диаспоры, сенатор IX созыва от партии «Право и справедливость» (2016—2019), посол Польши в Италии (2019—2024).

## Биография
Родилась в семье генерала Владислава Андерса и Ирены Андерс в 1950 году в Лондоне.
В 1973 году с отличием окончила факультет римской филологии в университете Бристоля, в 1992 году получила степень MBA в Бостонском университете.
Работала в департаменте коммуникаций ЮНЕСКО в Париже, затем в компаниях, занимающихся нефтью и недвижимостью.
15 января 2016 г. была назначена госсекретарём в канцелярии премьер-министра Польши и его полномочным представителем по международному диалогу.
В 2016 году стала кандидатом от партии Право и справедливость на дополнительных выборах в Сенат. В результате голосования 6 марта 2016 года получила мандат сенатора, собрав 30 661 голос (47,26 %). Принесла присягу 9 марта 2016 года.
С 2016 года представляла Польшу на Всемирном форуме «Женщины в парламентах» (англ. Women in Parliaments Global Forum) — организации женщин-парламентариев, поддерживающей более широкое участие женщин в политике и продвигающей равные права женщин во всём мире.
В июне 2019 года сложила с себя полномочия государственного секретаря, а в конце августа того же года отказалась от своего сенатского мандата, в связи с планами назначения послом Польши в Италии.
В августе 2019 года была назначена послом Польши в Италии, также была аккредитована в Сан-Марино. Снята с должности посла в 2024 году.

## Награды
- Золотой Крест Заслуги (2014 г.)[5][6];
- Медаль 100-летия создания Генерального штаба Польской армии (2018 г.)[7].

Почётный член Союза офицеров запаса Республики Польша с 2015 года.